# Pueblo Nuevo (San Jacinto, Tumbes)
Pueblo Nuevo es una localidad peruana ubicada en el distrito de San Jacinto, perteneciente a la provincia y el departamento de Tumbes, al norte del Perú. 

## Ubicación
Pueblo Nuevo se ubica al suroeste de la provincia de Tumbes, en el distrito de San Jacinto, en el departamento de Tumbes. Se ubica muy cerca a la frontera ecuatoriana-peruana.

## Demografía
En 2017 Pueblo Nuevo tenía una población de 7 habitantes.